# Xã Greene, Quận Pike, Pennsylvania
Xã Greene (tiếng Anh: Greene Township) là một xã thuộc quận Pike, tiểu bang Pennsylvania, Hoa Kỳ. Năm 2010, dân số của xã này là 3.956 người.